# Каламоча
Каламоча (ісп. Calamocha) — муніципалітет в Іспанії, у складі автономної спільноти Арагон, у провінції Теруель. Населення — 4 319 осіб (2018).
Муніципалітет розташований на відстані близько 210 км на схід від Мадрида, 65 км на північ від міста Теруель.
На території муніципалітету розташовані такі населені пункти: (дані про населення за 2010 рік)
- Каламоча: 4 319 осіб
- Кольядос: 9 осіб
- Куенкабуена: 45 осіб
- Кутанда: 77 осіб
- Лечаго: 79 осіб
- Луко-де-Хілока: 99 осіб
- Наваррете-дель-Ріо: 140 осіб
- Нуерос: 7 осіб
- Олалья: 62 особи
- Ель-Пойо-дель-Сід: 240 осіб
- Вальверде: 11 осіб
- Ель-Вільярехо-де-Лос-Ольмос: 5 осіб

## Демографія
Динаміка населення (INE ):